# Špička Bulliardova
Špička Bulliardova (Marasmius bulliardii) je druh houby z čeledi špičkovité (Marasmiaceae). Své jméno získala po francouzském mykologovi Jeanovi Baptiste François Pierre Bulliardovi.

## Znaky
Bílý až tmavě okrový klobouček má typický tvar bábovičky, v průměru dorůstá 0,2–0,8 cm. U vyvinutých plodnic se ve středu kloboučku nachází hnědá prohlubinka.
Lupeny bílé, na klobouku uspořádány velmi řídce, u třeně spojeny do límečku. Výtrusný prach je bílý.
Třeň je velmi tenký, takřka niťovitý, červenohnědý až černý, 1,5–5 cm dlouhý. 
Dužnina je velmi tenká, postrádá chuť i vůni.

## Užití
Nejedlý druh.

## Ekologie
Celé léto a podzim roste poměrně hojně tato špička na opadaném listí a větvičkách zejména dubů, buků, lísek a habrů. Druh miluje velmi vlhká stanoviště.

## Rozšíření
Výskyt Špičky Bulliardovy byl popsán v Evropě, Jižní Koreji a Sev. Americe.

## Galerie

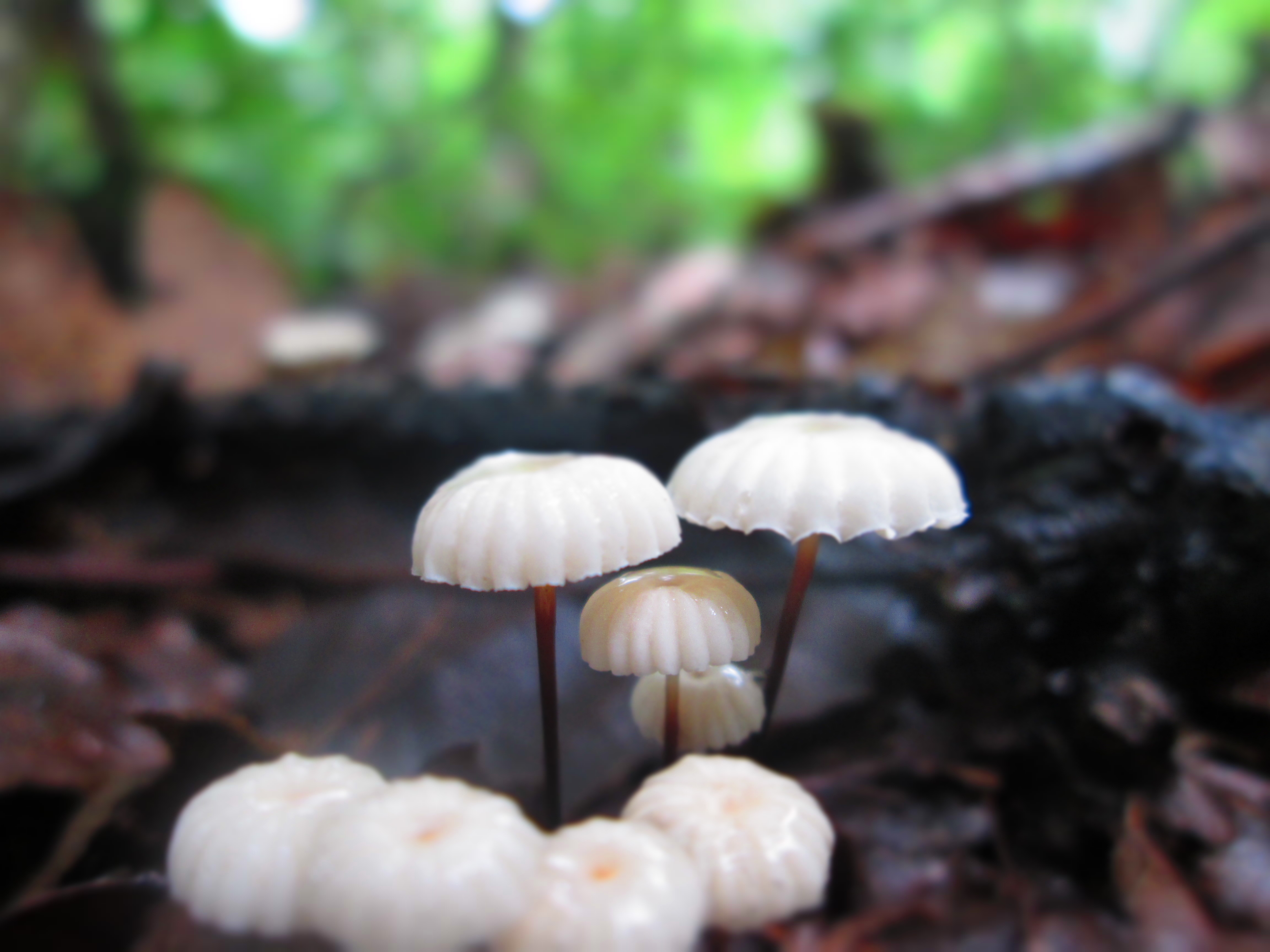
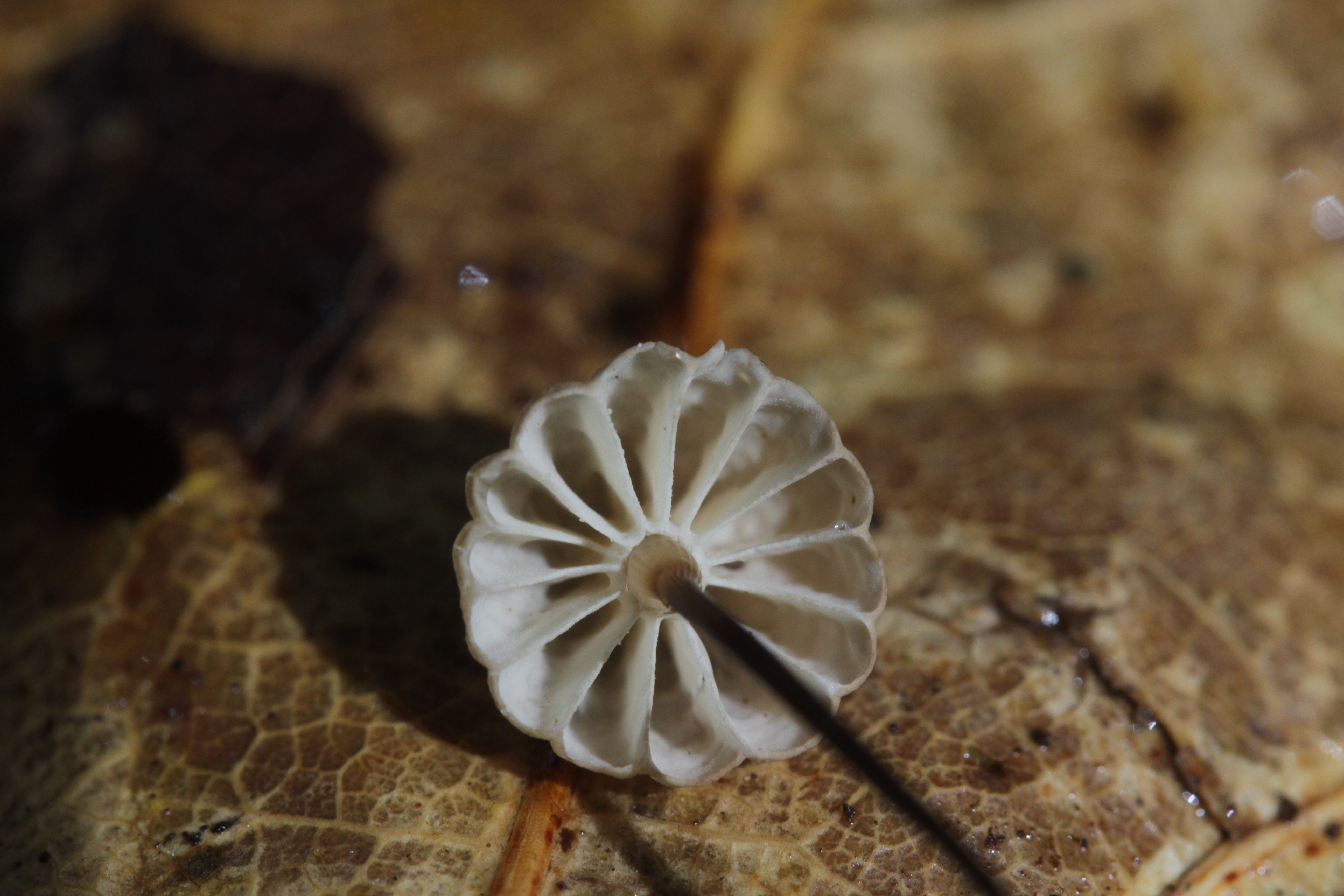
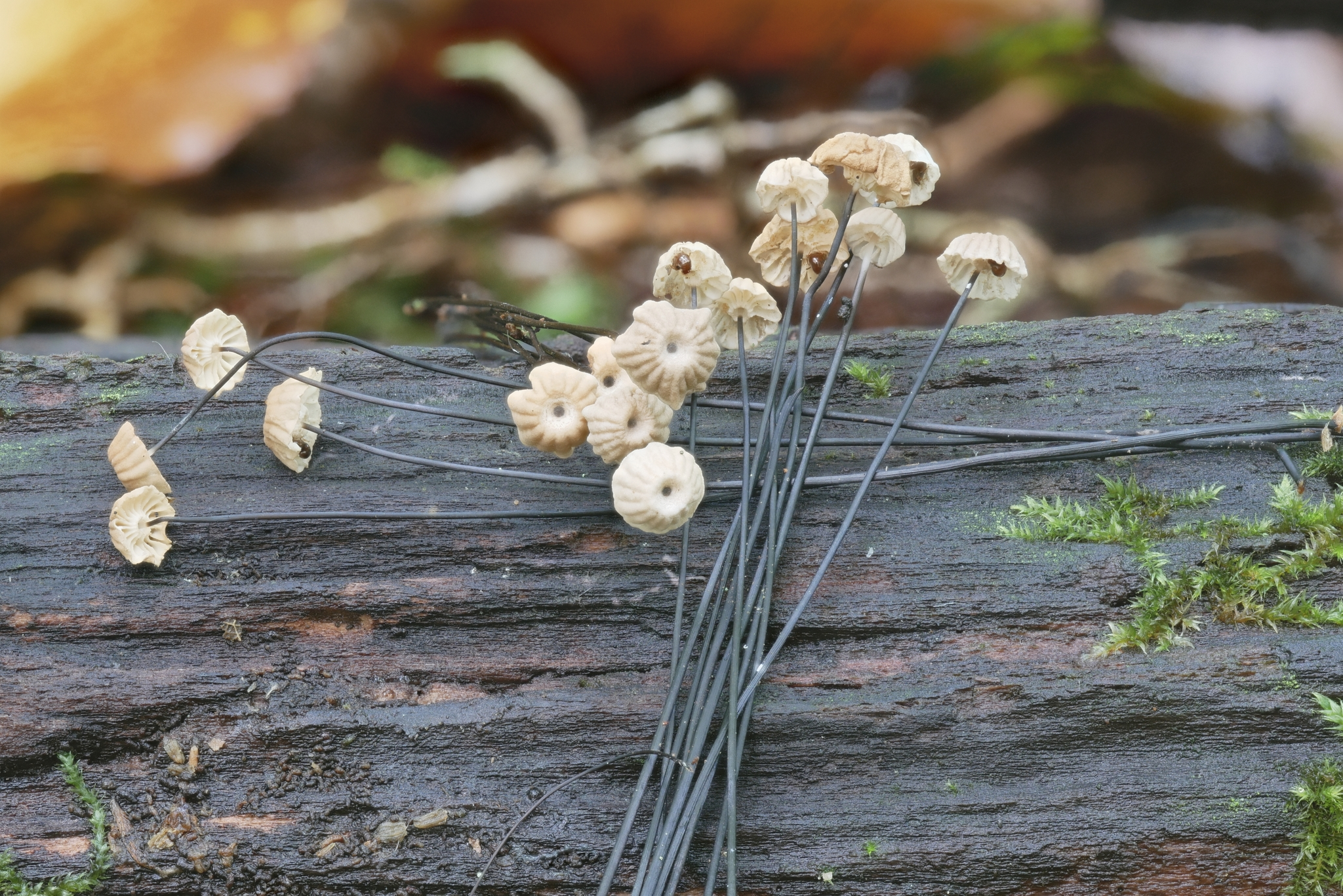
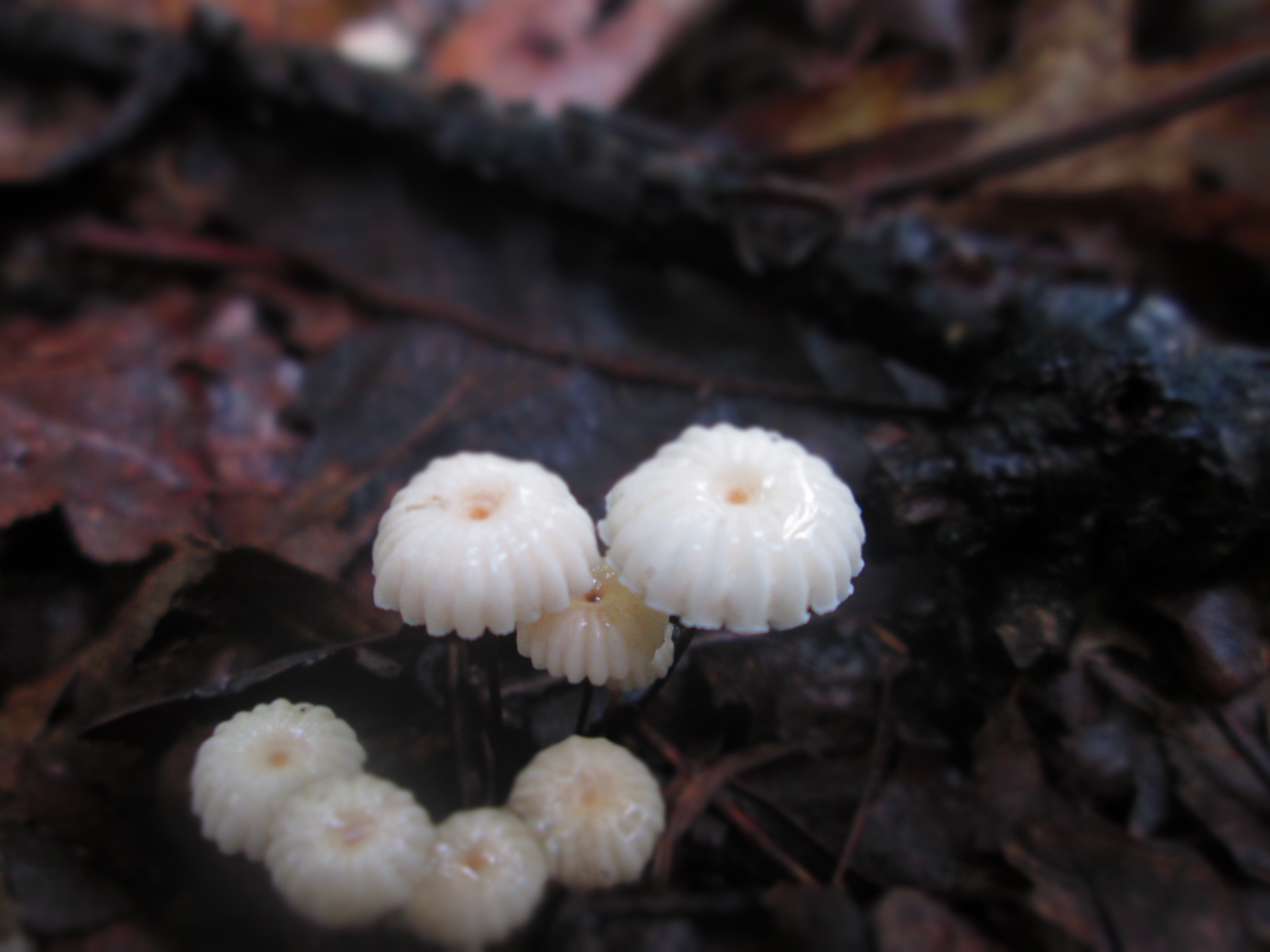

## Možnost záměny
- špička listová (Marasmius epiphyllus)
- špička dubomilná (Gymnopus quercophilus)

lupeny obou druhů nesrůstají u třeně do límečku
- špička Wettsteinova (Marasmius wettsteinii) - liší se většími plodnicemi
- špička kolovitá (Marasmius rotula) - liší se výskytem výhradně na opadaném jehličí
- špička močálová (Marasmius limosus) - liší se růstem na travinách